# Tenedos convexus
Tenedos convexus är en spindelart som beskrevs av Rudy Jocqué och Léon Baert 2002. Tenedos convexus ingår i släktet Tenedos och familjen Zodariidae.
Artens utbredningsområde är Venezuela. Inga underarter finns listade i Catalogue of Life.